# Berufsförderungswerk Heidelberg
Das SRH Berufsförderungswerk Heidelberg (BFW Heidelberg) ist eine der beruflichen Rehabilitation dienende Bildungseinrichtung in Heidelberg. Das BFW Heidelberg ist Teil der SRH Berufliche Rehabilitation GmbH. Das Unternehmen bietet Qualifizierungen, Pflege und Therapie für Menschen mit körperlicher und/oder geistigen Behinderung. Träger ist die SRH Bildung GmbH, ein Heidelberger Bildungsunternehmen, das zur SRH Holding gehört.
Teilnehmende im BFW Heidelberg haben die Möglichkeit, eine Ausbildung oder Studium in folgenden Bereichen zu wählen: Wirtschaft und Verwaltung, IT und Telekommunikation, Technik, Metall- und Serviceberufe, Medien, Gesundheit – und Sozialwesen. Die Ausbildungszeit beträgt in der Regel zwei Jahre und beinhaltet – je nach Beruf – einen IHK-zertifiziertem Abschluss oder einen Fachschulabschluss. Ein wichtiger Bestandteil jeder Ausbildung im BFW Heidelberg ist zusätzlichen zur theoretischen Wissensvermittlung auch der praktische Bezug. Die Teilnehmenden können praktische Erfahrung bereits während der Ausbildung in Übungsfirmen und Lernwerkstätten sammeln.  
Voraussetzung für eine berufliche Rehabilitation ist die Übernahme der Kosten durch einen zuständigen Leistungsträger nach SGB IX. Menschen, die arbeitsunfähig oder von Arbeitsunfähigkeit bedroht sind, müssen einen Antrag auf Leistungen zur Teilhabe am Arbeitsleben stellen.
Die Kosten übernehmen in der Regel die Arbeitsagentur oder die Deutsche Rentenversicherung sowie Berufsgenossenschaften.
Sofern vom Leistungsträger genehmigt, ist auch ein Studium möglich. Dieses wird in Kooperation mit der SRH Hochschule Heidelberg, die sich ebenfalls auf dem SRH Campus Heidelberg befindet, angeboten.